# Полікарп (Радкевич)
Єпископ Поліка́рп (до постригу Феодо́сій Іва́нович Радке́вич; 14 (25) серпня 1798, Руські фільварки, Кам'янецький повіт, Подільська губернія — 22 або 29 серпня (3 або 10 вересня) 1867, Орел) — український релігійний діяч доби Російської імперії. Духовний письменник. Ректор Смоленської духовної семінарії. 
В Україні — інспектор Волинської духовної семінарії;
настоятель Ніжинського Назарет Богородицького монастиря; настоятель Балаклавського Георгієвського монастиря; єпископ Одеський, вікарій Херсонської єпархії.

## Біографія
Феодосій Іванович Радкевич народився 14 серпня (25 серпня за новим стилем) 1798 року на Руських Фільварках — передмісті Кам'янця-Подільського.
1819 року закінчив Подільську духовну семінарію. Як найкращого студента його направили навчатися до Київської духовної академії, яку Феодосій закінчив 1823 року зі ступенем кандидата богослов'я. І вже 17 вересня його призначили інспектором Волинської духовної семінарії.
23 лютого 1824 року — пострижено в ченці. 18 січня 1825 р. — рукоположено в ієродиякони, 21 листопада того ж року — в ієромонахи.
13 лютого 1826 р. призначено інспектором Орловської духовної семінарії.
1 лютого 1828 року надано ступінь магістра.
Від 15 липня 1829 р. — ректор Могилівської духовної семінарії, а від 25 серпня того ж року ще й настоятель Могилівського Братського Богоявленського та приписаного до нього Буйницького Свято-Духового монастирів.
30 серпня 1829 року возведено в сан архімандрита.
19 березня 1836 року переміщено ректором Смоленської духовної семінарії та настоятелем Смоленського Спасо-Авраамового монастиря.
2 січня 1843 р. призначено настоятелем Афінської посольської церкви в Греції.
8 березня 1850 року переведено настоятелем Ніжинського Назарет-Богородицького монастиря, а 15 листопада того ж року — настоятелем Бахчисарайського Успенського скиту.
Від 2 жовтня 1852 р. — настоятель Балаклавського Георгіївського монастиря.
5 липня 1853 року хіротонізовано на єпископа Одеського, вікарія Херсонської єпархії. Хіротонію здійснив архієпископ Херсонський і Таврійський Іннокентій (Борисов).
Від 24 березня 1857 року — начальник Російської Духовної місії в Єрусалимі. 30 вересня того ж року повернуто до попереднього місця служіння.
Від 12 липня 1858 року — єпископ Орловський і Севський.
Помер 22 (або 29) серпня 1867 року (через пізнє отримання звістки про його смерть 29 серпня відбулося найвище повеління про звільнення його на покій).
Поховано в Орлі в Успенській церкві архієрейського будинку, за правим кліросом.

## Праці
- Сила православной веры // Странник. — Санкт-Петербург, 1860, август.
- Воззвание к сельским жителям по прочтении положения о приходских попечительствах при православной церкви // Странник. — Санкт-Петербург, 1865, январь.